# Gmundner Keramik

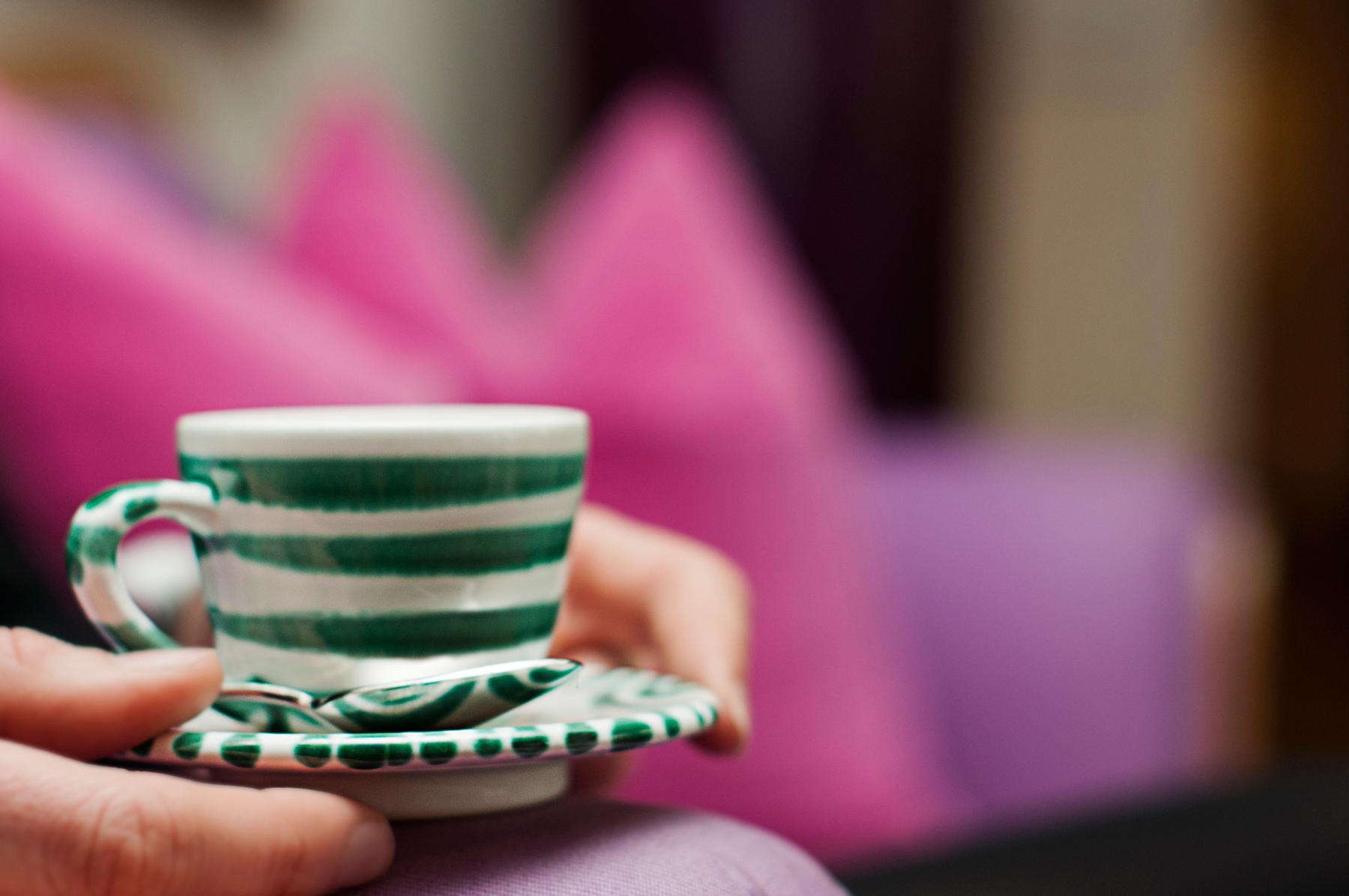
Design Grüngeflammt

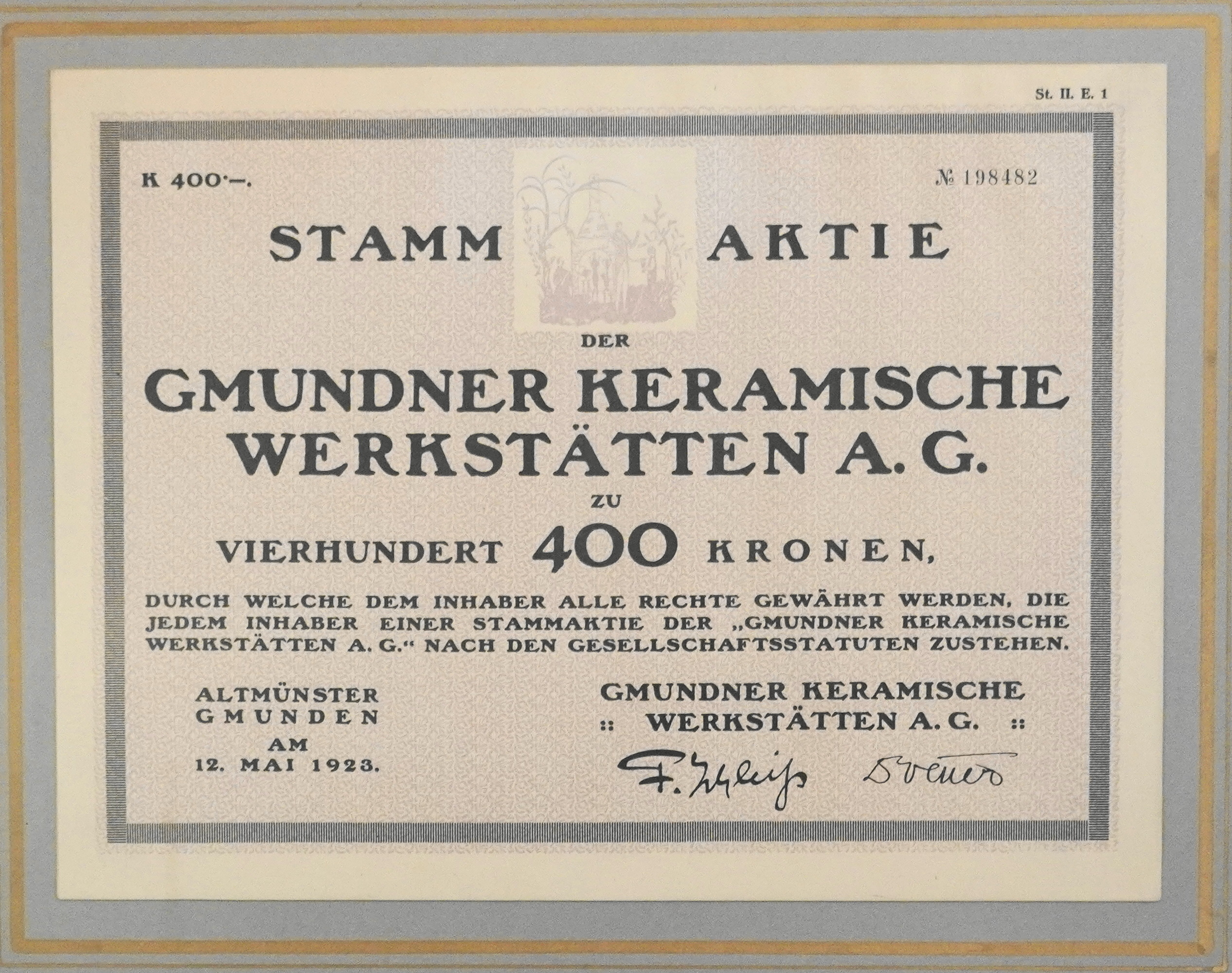
Stammaktie Gmundner Keramische Werkstätten A.G. (1923)

Gmundner Keramik ist eine österreichische Keramikmarke der Gmundner Keramik Manufaktur aus Gmunden im Salzkammergut.
Die historische kunstgeschichtliche Bedeutung der Marke ist unter anderem durch umfangreiche Sammlungen im MAK Wien, im Oberösterreichischen Landesmuseum, sowie durch Internationale Kunstauktionen dokumentiert.
Heute noch erfolgen von der Aufbereitung der Rohmasse bis zur Bemalung der einzelnen Stücke alle Arbeitsschritte in Österreich. Gemalt wird nach alter Tradition per Hand und mit einer besonderen Technik. Eine Erlebniswelt am Produktionsstandort in Gmunden lässt Blicke hinter die Kulissen der Fertigung werfen. Je ein Brandstore besteht in Salzburg und Hallstatt.

## Geschichte der Gmundner Keramik

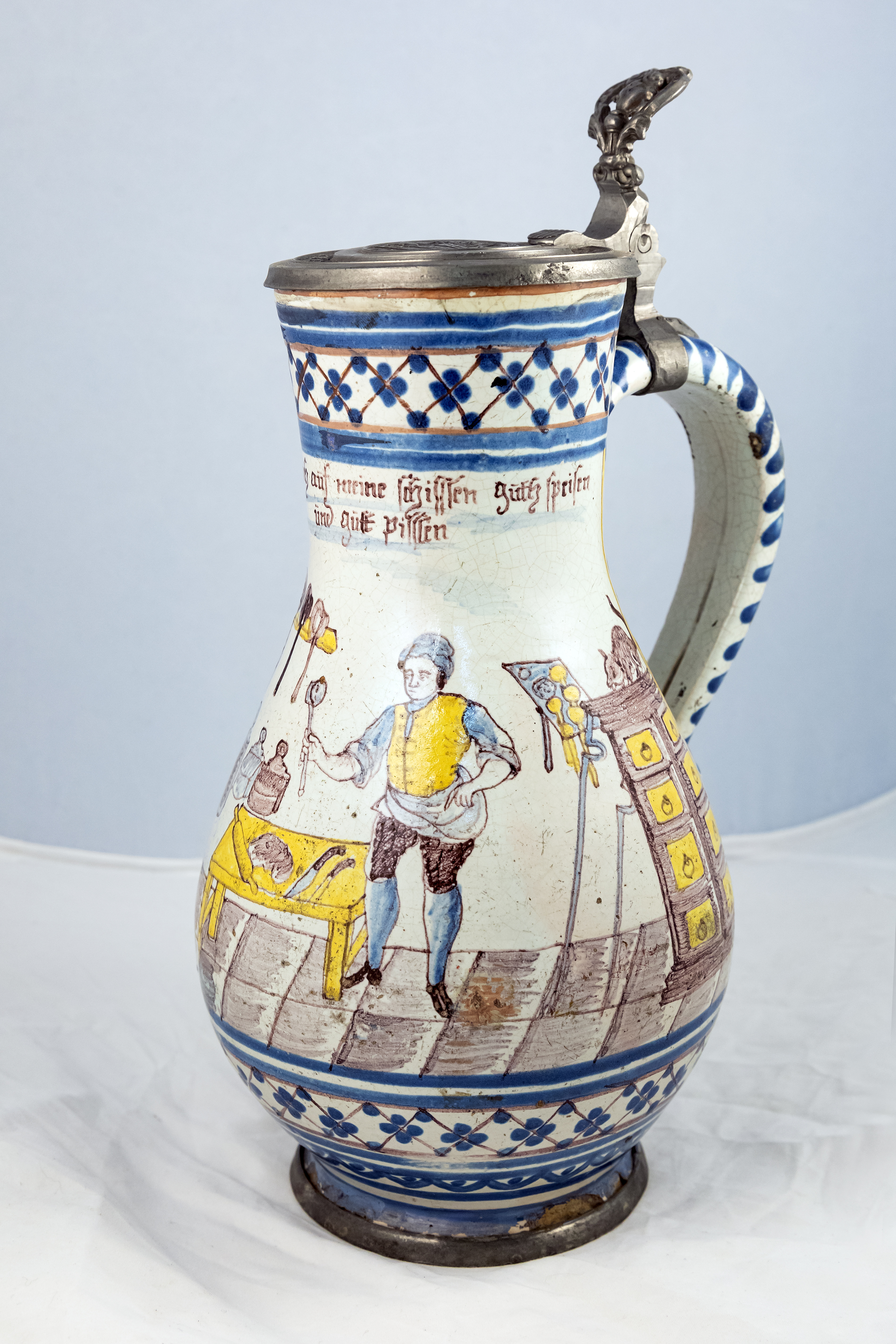
Krug aus der blau-bunten Periode Gmundner Keramik, 1780

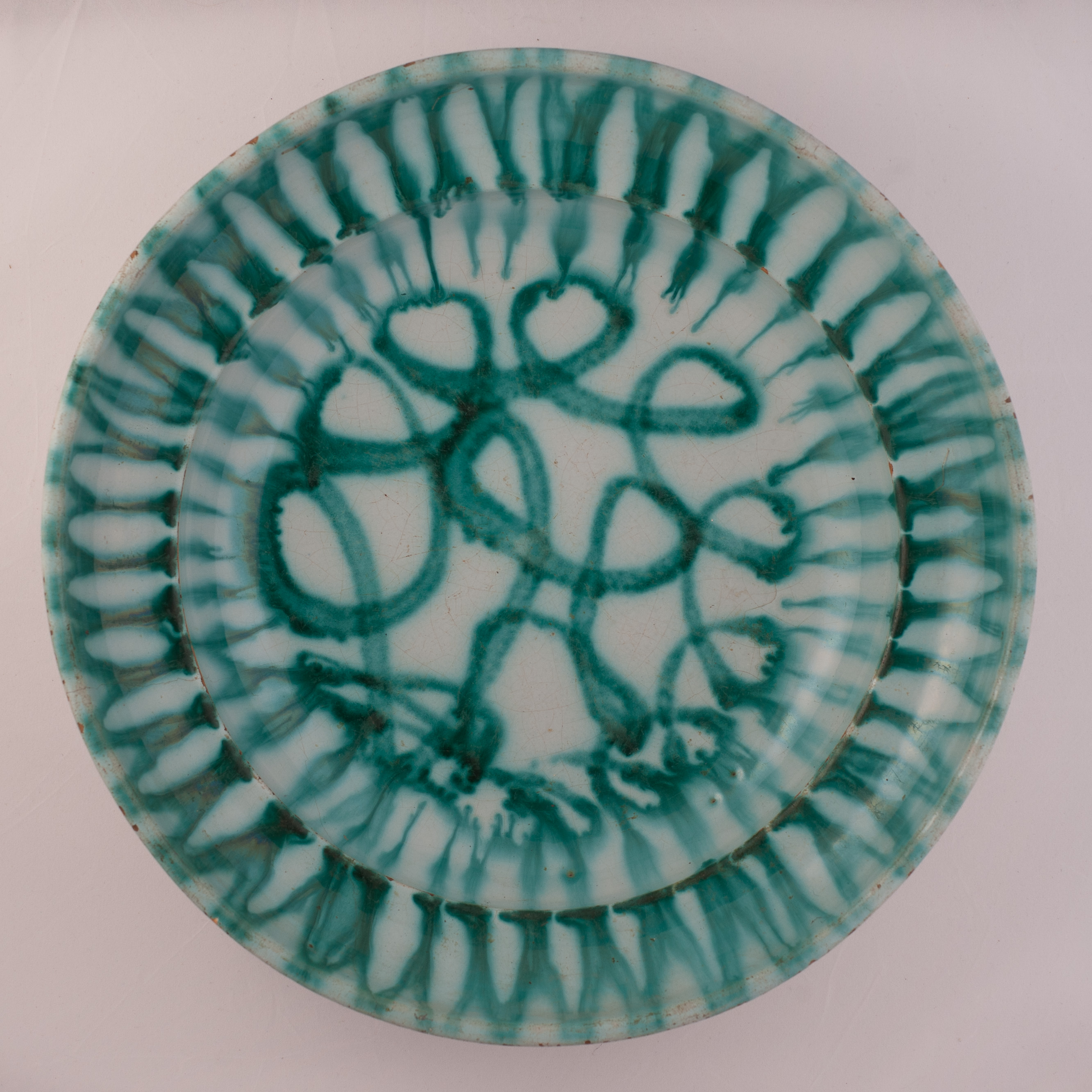
Teller von etwa 1850

Die Geschichte der Gmundner Keramik reicht weit in die Vergangenheit zurück, wie archäologische Funde in der am Nordende des Traunsees gelegenen Stadt Gmunden belegen. Bereits 1492 wurde die Gmundner Keramik urkundlich erwähnt. In den darauffolgenden Jahrzehnten und Jahrhunderten fokussierte sich das Unternehmen auf figurale Kunst, bis mit der Übernahme durch Johannes von Hohenberg 1968 das Hauptaugenmerk auf die Fertigung von hochwertigem Tischgeschirr gelegt wurde, für das Gmundner Keramik heute bekannt ist.

### Entwicklung im 20. Jahrhundert zur MarkeGmundner Keramik
Im Jahr 1843 erwarb Franz Schleiß das seit etwa 1500 bestehende Hafnerhaus am Graben, sein Sohn Leopold Schleiß gründete 1903 die Gmundner Tonwarenfabrik auf dem heutigen Gelände der Gmundner Keramik Manufaktur GmbH. 1909 entstand die Künstlerische Werkstätte Franz und Emilie Schleiß. Künstler wie Peche, Jungnickel, Anton Klieber oder Willi Sitte machten Gmunden in den Sommermonaten zwischen 1913 und 1923 zur Künstlerkolonie. Franz von Zülow und Paul Hartmann unterrichteten in der 1917 gegründeten Lehrwerkstätte für Keramik. Michael Powolny, Herta Bucher oder Matthäus Fellinger arbeiteten eng mit der Familie Schleiß zusammen. Auch der aus München stammende deutsch-amerikanische Designer Tommi Parzinger arbeitete in den 1920er-Jahren für die Werkstätte der Familie Schleiß.
Das Unternehmen wurde im Jahre 1923 in eine Aktiengesellschaft umgewandelt, wodurch Franz Schleiß die Kapitalmajorität verlor. Die Kriegsjahre gingen an dem Unternehmen nicht spurlos vorbei. Karl Födinger war mehrmals zu unfreiwilligen Arbeitsunterbrechungen gezwungen.
Das Unternehmen Gmundner Keramik, das sich auf die Herstellung keramischer Gegenstände in Handarbeit spezialisiert hatte, erhielt mit dem am 15. September 1931 ausgestellten Gewerbeschein seine behördliche Genehmigung. Nach wiederholter Änderung der Besitzverhältnisse erwarb 1968 Johannes Hohenberg (ein Sohn des Maximilian Hohenberg) den Betrieb. Während man sich bis zu diesem Zeitpunkt hauptsächlich der figuralen Kunst gewidmet hatte, begann man nun, die Erzeugung von Gebrauchsgeschirr zu verstärken. Das Grüngeflammte hatte Erfolg und die Gmundner Keramik wurde zum landesweit bekannten Begriff.

## Eigentümer, Geschäftsdaten
1973 wurde eine neue Werkstätte gebaut, sodass nun auch große Lieferaufträge ausgeführt werden konnten. Im Jahr 1975 erhielt das Unternehmen die Staatliche Auszeichnung und darf seither das Bundeswappen im Geschäftsverkehr verwenden.
1976 beschäftigte das Unternehmen über 20 Mitarbeiter. Im Herbst 1997 übernahm der Salzburger Unternehmer Johannes Moy de Sons (Besitzer von Schloss Anif), der bisher 26 Prozent hielt, 79 Prozent Unternehmensanteile von der befreundeten Familie Hohenberg. Weitere elf Prozent hielt die Moy’sche Privatstiftung. Die restlichen Prozent gehörten Wolfgang Stier, dem Direktor der Moy’schen Gutsverwaltung. Ab 1997 führte Moy das Unternehmen, bis er die Leitung 2011 seinem Sohn Max Moy übergab. Dieser führte die Manufaktur bis August 2018. Am 1. August 2018 wurde bekannt, dass Moy das Unternehmen an die MF-Gruppe von Markus Friesacher verkauft hat. Seither führt die Friesachergruppe die Geschäfte.
Die operative Geschäftsführung nimmt Andreas Glatz wahr.
Der Betrieb bildet nach Eigenaussage als einziger in Österreich Lehrlinge zum Keramikmaler aus. Per August 2018 beschäftigt die Gmundner Keramik Manufaktur 130 Mitarbeiter, davon 40 Malerinnen und einen Maler, und ist damit die größte Keramikmanufaktur Mitteleuropas. Die Produktionskapazität liegt bei ca. 5000 Stück pro Tag.
Ende Mai 2021 erklärte Friesacher, das bisherige Areal in/an der Keramikstraße mit der Produktion zu verlassen und hier Wohnungen zu errichten, um anderswo in Gmunden eine zeitgemäße Produktionsstätte zu errichten. Als es sich bei Widmungen spießte, stellte Friesacher in den Raum, die Keramikproduktion aus Gmunden abzusiedeln. Nach Verhandlungen mit dem Land wurde die Absicht geäußert, die Produktion in Gmunden halten zu wollen.

## Produkte und Vertrieb

### Traditionelle und neue Designs

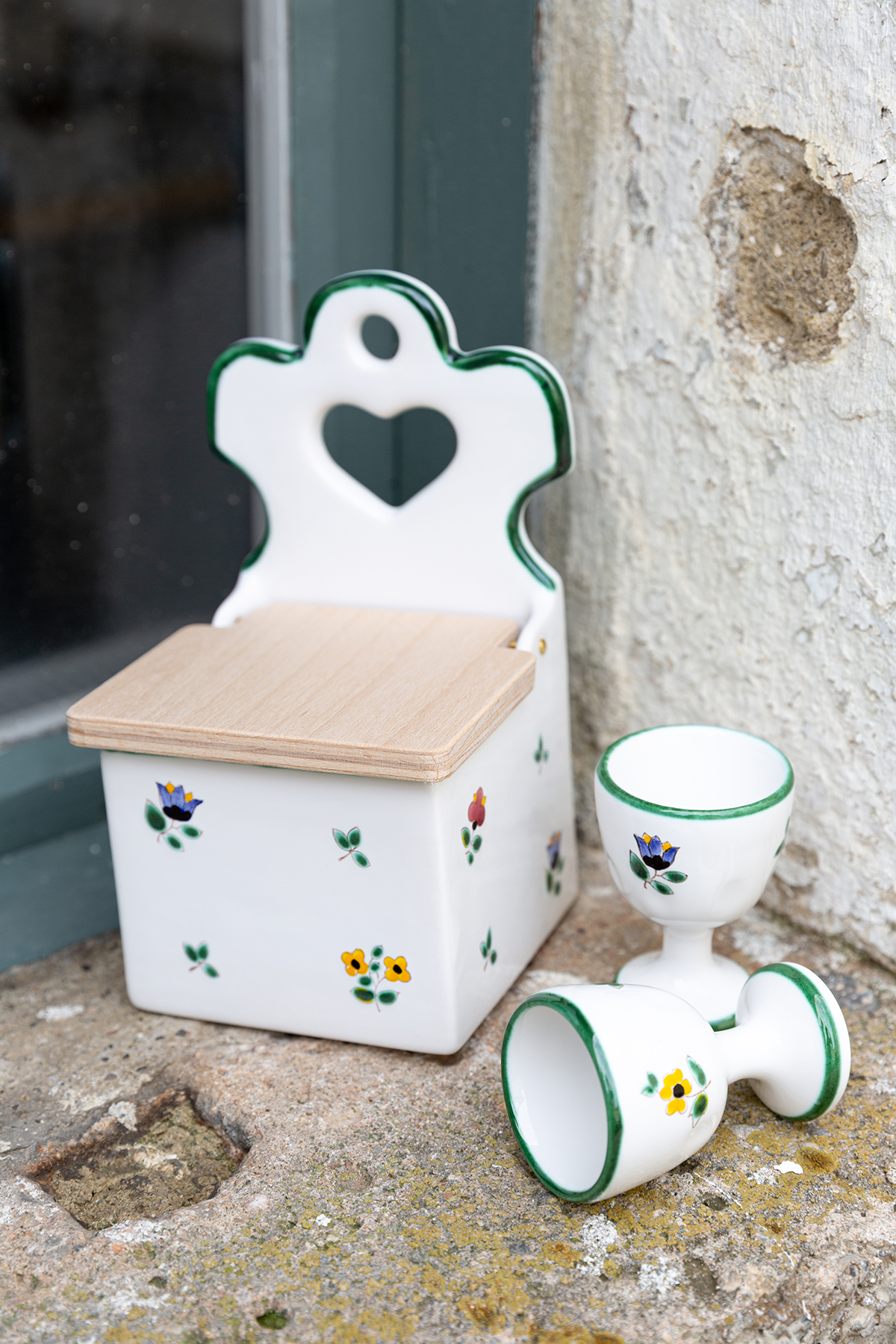
Design Streublumen

Nach wie vor haben die traditionellen Designs Streublumen und Grüngeflammt einen Hauptanteil am Umsatz. 2003 wurde das neue Dekor Traunsee (dunkelblau-grün geflammt) präsentiert. Im Jänner 2005 kam die künstlerische Serie Gmundner Selektion in Handarbeit auf den Markt. Für die Weihnachtsedition 2014 wurden zwei neue Designs kreiert, der Rosa Hirsch und Toni – der Skifahrer. 2016 brachte man mit dem Design Pur Geflammt eine Neuinterpretation des Klassikers Geflammt auf den Markt. Als Weihnachtsedition 2017 entwickelte man das Design Herzerl Rosa. Seit Mai 2019 findet man im Sortiment auch die Designs Weißgeflammt mit einer haptischen Flammung und das Design Herzerl Grau. Im Jahre 2020 wurden 2 neue Weihnachtsdesigns eingeführt. Dabei handelt es sich um den Eiskristall der in Handarbeit aufgebracht wird und als Winterdesign verstanden wird.
Aktuelle Designs:
- Geflammt: grün, gelb, blau, grau, rot, weiss, Buntgeflammt, Traunsee und Landlust
- Pur Geflammt: grün, gelb, blau, grau, rot
- Rand: grün, rot und grau
- Selektion: apfelgrün und rubinrot
- Streublumen
- Hirsch: grün, grau, rubinrot, bordeauxrot, rosa
- Jagd
- Variation: grün, grau, rubinrot, bordeauxrot, blau
- Herzerl Rosa & Herzerl Grau

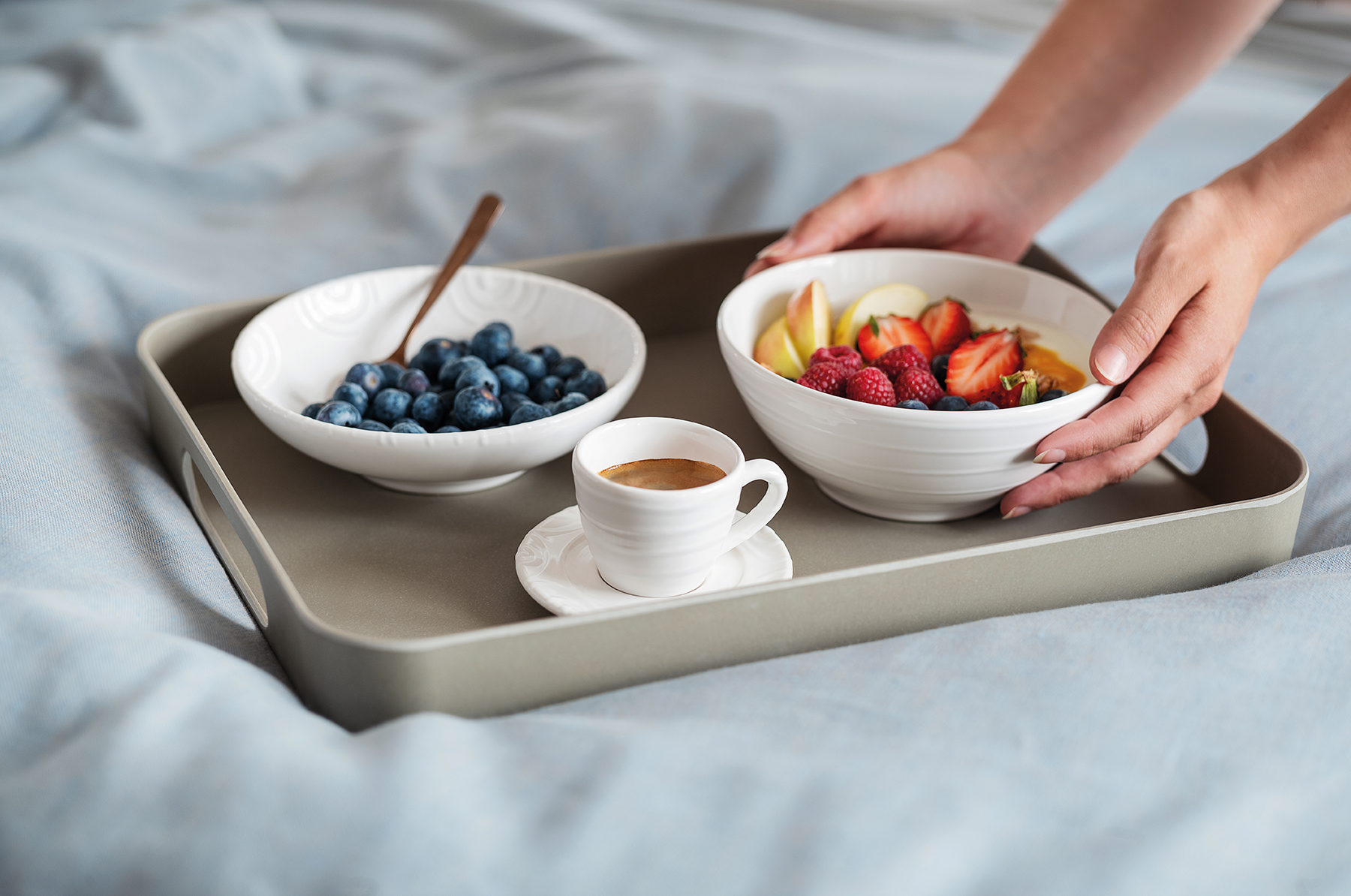
Design Weißgeflammt

Damit die Unikate auch langfristig als Service bestehen bleiben, bietet die Manufaktur auf alle Design-Klassiker eine zeitlich unbegrenzte Nachkaufmöglichkeit auf ein Gedeck (Kaffeetasse, Unterteller, Dessertteller, Suppenteller und Speiseteller).

### Vertrieb von Gmundner Keramik
Gmundner Keramik ist im Bereich der Tischkultur nach eigenen Angaben Marktführer am Heimmarkt. Wichtigster Exportmarkt ist Deutschland. Weitere Destinationen sind Japan, USA, Slowenien, Italien, Frankreich, England, Schweiz. Der Exportanteil liegt bei 30 %.